# Profundal
Als Profundal wird in der Ökologie der Lebensraum der Tiefenzone (lat. profundus, tiefgründig) von stehenden Gewässern bezeichnet. Gemeint ist damit jedoch nur das Sediment und die nahe darüber stehende Wasserschicht.
 
Unterschieden wird es vom darüber liegenden Litoral, der durchlichteten Bodenzone. Die Grenze zwischen Profundal und Litoral wird in der Kompensationsebene beschrieben, die für die Tiefe angenommen wird, in die noch ein Prozent der photosynthetisch aktiven Strahlung (PAR) gelangen. 

## Einflussfaktoren
Wichtige einflussnehmende Faktoren auf die Lebensgemeinschaft im Profundal sind Licht, Temperatur, Wasserbewegung und Sauerstoffsättigung des Wassers.

### Licht
Ins Profundal gelangt nur sehr wenig Licht (weniger als ein Prozent PAR), so dass keine gewinnbringende photoautotrophe Primärproduktion mehr stattfinden kann. Die Lebensgemeinschaft des Profundals ist daher vorwiegend heterotroph.

### Einflussfaktor Temperatur
Aufgrund der Dichteanomalie des Wassers liegt die Temperatur in tiefen Profundalen recht konstant um 4 °C und es treten jahreszeitlich nur sehr geringe Schwankungen auf.

Entsprechend den Zirkulationstypen gibt es auch Seen, die von dieser Grundregel abweichen.

### Einflussfaktor Sauerstoffsättigung
Der Sauerstoffgehalt ist eine entscheidende Größe für die Bewohner des Profundal. Hier herrscht fast ständig Sauerstoffmangel.

### Einflussfaktor Wasserbewegung
Im Profundal kommt es zu verschiedenen Wasserbewegungen, beispielsweise durch Bioturbation, aber auch aufgrund von Temperaturunterschieden zwischen Sediment und dem darüber stehenden Wasser. Diese Wasserbewegungen ermöglichen einen Stoffaustausch zwischen Wasser und Sediment.